# デュアルライセンス
デュアルライセンス (英: Dual-licensing) もしくは マルチライセンス (英: Multi-licensing) とは、1つのソフトウェアを異なる2種類（またはそれ以上）のライセンスの元で配布する形態を指す。
ソフトウェアがデュアルライセンスで配布される場合、その利用者はそのソフトウェアを利用または再配布するためにいずれかのライセンスを選ぶことができる。
ソフトウェアの権利者はライセンスを選択させる際に利用料を求めることもできる。
デュアルライセンスを選択する一般的な2つの理由は、市場細分化のためのビジネスモデルと、ライセンスの互換性を確保するためである。

## ビジネスモデル
デュアルライセンスを採用する理由の1つは、自由ソフトウェアを扱うビジネスモデルのためである。
このモデルでは、プロプライエタリなアプリケーションを作成する場合はプロプライエタリなライセンスを選択させ、コピーレフトなアプリケーションを作成する場合にのみ自由ソフトウェア / オープンソース ライセンスを選択できるようにする。
典型的には、ソフトウェアの権利者は、フリー / オープンソフトウェアのバージョンを無料で配布し、コマーシャルライセンス版を法人に提供することで利益を得る。
このモデルはシェアウェアモデルとも関連性がある。
ほとんどの場合において、そのソフトウェアの権利者のみがライセンスを変更する権利を有し、特定の会社がそのソフトウェアを完全に所有している場合にのみ、デュアルライセンスが用いられる。
もしその会社に所属していない個人が新たなソースコードを開発し、それを制限のより緩いライセンスで公開した場合には混乱が生じる可能性がある。
元のソースコードを所有する会社は、新たなソースコードに関する権利を持たないため、ライセンス的には、その変更をプロプライエタリなバージョンに含めることができないためである。
そのため、外部の開発者に対して、開発した成果を公式版とマージする際に特定のライセンス契約を求める場合がある。
ユーザやサードパーティ企業に対して、自由ソフトウェア版を元に開発された製品もまたコピーレフトで公開することが求めるが、商用ライセンスでは開発した製品をプロプライエタリとすることを許す。
このシナリオでは、権利者は商用版のみを提供することもできるものの、デュアルライセンスを選択することにより商用版またはフリー版を求める異なる層のユーザを確保することができる。
デュアルライセンスを選択する利点として、フリー版を提供することで、カスタマイズ性や素早いリリースサイクルの形成、新たな配布経路の確保、商用版の販売権の委託などがある。
フリー版と商用版のパッケージを共有することで、権利者は自由ソフトウェア・コミュニティのユーザやハッカーからのフィードバックを得ることができ、ユーザ・コミュニティの形成、口コミを利用したマーケティング、改善パッチの提供などを得られる可能性がある。
しかしながら、もし権利者がフリー版の提供を疎かにし、執拗に商用版を宣伝してしまうと、フリー版の利用者からの信頼を失うリスクも孕んでいる。
ビジネスモデルのためにデュアルライセンスで配布されているソフトウェアには、MySQL AB 社のデータベース、Asterisk、オラクル社の Berkeley DB、ZeroC 社の Ice、ノキア社の Qt 等がある。

## ライセンスの互換性
デュアルライセンスを採用する第2の形態として、ライセンスの互換性を確保するため、異なる自由ソフトウェアライセンスでソースコードを配布する場合がある。
利用者は自分のソフトウェアに最も適合するライセンスを選択することができる。
ライセンスの互換性のためにデュアルライセンスで配布されているソフトウェアには、Mozilla Application Suite, Mozilla Thunderbird, Mozilla Firefox, Perl, Ruby 等がある。
それぞれ、GPL と、それ以外のオープンソフトウェア・ライセンスの複数のライセンスで配布されている。

## プロプライエタリソフトウェアにおける市場細分化
複数のライセンスでの配布は、非自由ソフトウェアでも利用され、市場をセグメンテーションしてプロプライエタリなソフトウェアを販売する場合に用いられる。
顧客を複数のグループ（ホーム・ユーザ、プロフェッショナル・ユーザ、アカデミック・ユーザ 等）に分割することで、ソフトウェアの権利者はグループごとに異なる価格で製品を提供できる。
しかしながら、プロプライエタリ製品では、ライセンスの違いだけでなく、製品ごとに「ホーム版」「プロフェッショナル版」のように異なる機能を持つ、異なる製品として販売するほうがより一般的である。